# القادرية (الكرك)
القادرية منطقة سكنية تقع في لواء المزار الجنوبي، محافظة الكرك في الأردن. تنتمي المنطقة لقضاء مؤاب الذي يضم 6 مناطق. يقدر عدد سكانها بـ 79 نسمة حسب إحصاء 2015.

## الوصلات الخارجية
- دائرة الاحصاءات العامة